# Bertalan
Bertalan est un prénom hongrois masculin.

## Étymologie
Forme actuelle de l'ancien prénom hongrois Bartalom, raccourci du nom latin Bartholomeus de Barthélemy, l'un des Douze Apôtres.

## Équivalents
- Barthélemy, Bartholomée

## Personnalités portant ce prénom
- Pour l'ensemble des articles sur les personnes portant ce prénom, consulter :
  - la liste des articles dont le titre commence par ce prénom
  - les listes produites par Wikidata : Liste des personnes de prénom « Bertalan » — même liste en incluant les éventuels prénoms composés qui contiennent « Bertalan ».